# Гусєва Катерина Костянтинівна
Катерина Костянтинівна Гусєва (рос. Екатерина Константиновна Гусева;  нар. 9 липня 1976, Москва) — російська акторка театру, кіно, телебачення, мюзиклів, озвучування і дубляжу, співачка. Заслужена артистка Російської Федерації (2009).
Фігурант бази даних центру «Миротворець» (участь у зйомках т/с «А.Л.Ж.І.Р.» (реж. О. Касаткін) в окупованому РФ Криму, 2017) та учасниця т.зв. міжнародного фестивалю «Дорога на Ялту» (Ялта, 09.2020) під егідою адміністрації президента РФ, російського фонду допомоги співвітчизникам, які опинилися у т.зв. «зонах гуманітарних та соціальних проблем»). Підтримує війну Росії проти України.

## Дитинство і шкільні роки
Народилася 9 липня 1976 року. 
За час навчання в школі перепробувала безліч занять — спортивна гімнастика, фігурне катання, плавання, танці, шкільний театр.
Збиралася поступати в Московський біотехнологічний інститут, але на одному з шкільних «капусників» її відмітила асистентка Євгена Рубеновича Симонова і запропонувала спробувати поступити в вище театральне училище імені Б. Щукіна. У 1992 році вона поступила на курс Є. Р. Симонова, після смерті Симонова курс вела Валентина Петрівна Ніколаєнко.

## Акторська кар'єра
Після здобуття диплома у 1997 році зіграла головну роль в першому фільмі Миколи Лебедєва «Зміїне джерело» і отримала пропозицію від Марка Розовського стати примою його театру «У Никитских ворот».
Відпрацювавши чотири роки в театрі Розовського, Катерина пішла в мюзикл «Норд-ост». Спеціально для ролі Каті Татарінової вона почала брати уроки професійного вокалу і музичної грамоти.
Готуючись до прем'єри «Норд-осту», встигла знятися в тому, що принесло їй всеросійську популярність — серіалі Олексія Сидорова «Бригада».
Коли покази нової версії мюзиклу припинилися (травень 2003 р.), поступила в трупу театру імені Моссовєта, в якій і грає по теперішній час.
Брала участь у проекті «Першого каналу» російського телебачення «Зірки на льоду» у парі з фігуристом Романом Костомаровим.
У 2012 році вийшов фільм «Бригада 2. Спадкоємець» за участю Катерини Гусєвої.

## Особисте життя
З 1 серпня 1996 року одружена з бізнесменом Володимиром Євгеновичем Абашкіним (нар. 24 січня 1966) — власником художньо-виробничої фірми «Base-Beauty», що займається виготовленням декорацій для вистав, передач і шоу. Серед клієнтів — Софія Ротару, Алла Пугачова, Валерій Леонтьєв, Філіп Кіркоров та інші артисти. Від цього шлюбу є син Олексій Володимирович Абашкін (01.11.1998) і дочка Анна Володимирівна Гусєва (25.10.2010).
У соцмережах присутня тільки в Instagram, всі інші акаунти від її імені є фальшивими.

## Ролі в кіно
- 1997 — «Зміїне джерело» - Діна, юна і красива студентка педвузу
- 1998 — 2003 — «Самозванці» (телесеріал) (всі сезони)
- 1998 — «Райське яблучко» - епізод
- 1998 — «Billboard» (Польща)
- 1999 — «Директорія смерті» - Марина, новела 9 «Хід ферзем»
- 2000 — «Зупинка за вимогою» (телесеріал)
- 2001 — «Блідолиций брехун» - Настенька
- 2001 — «З днем народження, Лола!» - Лола
- 2002 — «Бригада» (телесеріал) - Ольга Бєлова, дружина головного героя Саші Бєлого
- 2001 — «Інтимне життя Севаст'яна Бахова» - талановита і красива студентка першого курсу Катерина, яка приїхала в місто з провінції
- 2002 — «Щит Мінерви» - Марго
- 2003 — «Піднебіння і земля» (телесеріал) - Марина Шведова, стюардеса
- 2003 — «Шукаю наречену без приданого» - Вера Ігнатова, вихователька у дитсадку
- 2004 — «Курсанти» (телесеріал) - Ліза, медсестра в прифронтовому госпіталі
- 2004 — «На Верхній Масловці» - Катя — однокурсниця і кохана Петра в студентські годи
- 2004 — «Від 180 і вище» - Оксана
- 2005 — «Єсенін» - Августа Міклашевська
- 2005 — «Полювання на ізюбря» - Ірина, викладач з Італії, що спеціалізується на економіці
- 2006 — «Час пік» - Ксенія Баженова
- 2006 — «Флеш.ка» - Віка, Вікторія — холодна кар'єристка, безкомпромісна бізнес-леді, і, до того ж, і начальник свого мужа
- 2007 — «Він, вона і я» - Маша Арсеньєва
- 2007 — «Хустки» - Анна, художниця
- 2007 — «Втікачки» - телеведуча Ганна Зіновьєва
- 2007 — «Спасибі за любов» - Лара
- 2007 — «Танкер Танго» - Анна
- 2008 — «Жаркий лід» - Наташа Трофімова
- 2008 — «Врятуйте наші душі» (телесеріал) - Хрунічева, співачка
- 2009 — «Людина, яка знала все» - Ірина
- 2009 — «Фотограф» (телесеріал) - Алла Літвак, екс-дружина Кирила Баженова
- 2009 — «Вербна неділя (телесеріал)» — Марго, колишня подруга Оксани, в 1990-х депутат Держдуми і заслужена артистка Росії
- 2010 — «Якби я тебе кохав»» — Таня
- 2010 — «Я не я» — Лена, шахрайка в Сочі
- 2010 — «Брест. Фортечні герої» (документально-ігровий)
- 2011 — «Лектор» — Кіра
- 2011 — «Золота рибка в місті N» — двірничка Маруся
- 2012 — «Одеса-мама» — Марина Захарівна Антипова
- 2012 — «Сільська історія» — Люба
- 2012 — «Бригада: Спадкоємець» — Ольга Бєлова
- 2013 — «12 місяців» — власниця караоке-клубу
- 2013 — «Вилікувати страх» — Анна Ланська
- 2013 — «Тальянка» — Тетяна
- 2013 — «Невидимки» — Рита Муравйова
- 2013 — «Weekend» — Жанна, дружина Лєбєдєва
- 2013 — «Тамарка» — Тамара
- 2016 — «Тонкий лід» — Ірина Палагіна
- 2016 — «Чорна кішка» — Лариса
- 2016 — «Усі літа кохання»	(У виробництві )

## Ролі в театрі

### Театр «У Никитских ворот» (1997 — 2001)
- «Бідна Ліза»
- «Доктор Чехов»
- «Романси з Обломовим»
- «Любов і життя убитого студента»
- «Гамбрінус»
- «Убивець»
- «Качине полювання» (п'єса Олександра Вампілова)
- «Три порося»

### Продюсерська компанія «Лінк» (2001 — 2003)
- «Норд-ост», мюзікл по роману Веніаміна Каверіна "Два капітани"

### Театр імені Моссовєта (з 2003)
- «Вчитель танців»
- «Дивна історія доктора Джекила і містера Хайда» (музичний спектакль)
- «У просторі Тенесі У.» по п'єсі Тенеси Уїльямса "Трамвай Бажання"
- «Ісус Христос — суперзірка»

## Визнання і винагороди
- Номінація на премію «Золота маска» (найкраща жіноча роль в музичному спектаклі «Норд-ост») (2003)
- Приз «Найкраща акторка телесеріалу» (серіал «Бригада») на фестивалі «Віват, кіно Росії» у Санкт-Петербурзі (2004)
- Лауреат театральної премії «Чайка» в номінації «Спокуслива жінка» за роль Люсі Харріс в спектаклі «Дивна історія доктора Джекила і містера Хайда» (2005)
- Заслужена артистка Росії (2009)